# Ciąg harmoniczny
Ciąg harmoniczny — ciąg odwrotności kolejnych liczb naturalnych:
{\displaystyle a_{n}={\frac {1}{n}},\;n>0}
czyli: : {\displaystyle 1,{\frac {1}{2}},{\frac {1}{3}},{\frac {1}{4}},\dots }
Nazwa pochodzi stąd, że z wyjątkiem pierwszego wyrazu, każdy wyraz jest średnią harmoniczną wyrazu poprzedniego i następnego.
Ciąg harmoniczny jest zbieżny do zera.